# Grand Prix Formule 1 van Monaco 1982
De Grand Prix Formule 1 van Monaco 1982 werd gehouden op 23 mei in Monaco.

## Verslag
De race werd gekenmerkt door een groot aantal positiewisselingen in de laatste ronden. In de 74ste ronde viel Alain Prost, die aan de leiding reed, uit door een ongeluk. In de vijfenzeventigste ronde reed Riccardo Patrese aan de leiding, maar viel stil in Loews. In de laatste ronde viel Didier Pironi stil in de tunnel zonder benzine, waarop hetzelfde gebeurde met Andrea de Cesaris. Derek Daly leidde hierop even, maar kreeg ook een ongeluk. De winnaar van de race werd uiteindelijk toch Patrese. Hij slaagde erin de wagen opnieuw te herstarten door zijn wagen de heuvel af te rijden. Didier Pironi en Andrea de Cesaris werden als tweede en als derde geklasseerd.

## Uitslag
| Positie | Nummer | Rijder             | Team           | Ronden | Tijd/Opgave         | Startplaats | Punten |
| ------- | ------ | ------------------ | -------------- | ------ | ------------------- | ----------- | ------ |
| 1       | 2      | Riccardo Patrese   | Brabham-Ford   | 76     | 1:54:11.259         | 2           | 9      |
| 2       | 28     | Didier Pironi      | Ferrari        | 75     | Geen benzine        | 5           | 6      |
| 3       | 22     | Andrea de Cesaris  | Alfa Romeo     | 75     | Geen benzine        | 7           | 4      |
| 4       | 12     | Nigel Mansell      | Lotus-Ford     | 75     | + 1 Ronde           | 11          | 3      |
| 5       | 11     | Elio de Angelis    | Lotus-Ford     | 75     | + 1 Ronde           | 15          | 2      |
| 6       | 5      | Derek Daly         | Williams-Ford  | 74     | Ongeluk             | 8           | 1      |
| 7       | 15     | Alain Prost        | Renault        | 73     | Spin                | 4           |        |
| 8       | 4      | Brian Henton       | Tyrrell-Ford   | 72     | + 4 Rondes          | 17          |        |
| 9       | 29     | Marc Surer         | Arrows-Ford    | 70     | + 6 Rondes          | 19          |        |
| 10      | 3      | Michele Alboreto   | Tyrrell-Ford   | 69     | Ophanging           | 9           |        |
| NF      | 6      | Keke Rosberg       | Williams-Ford  | 64     | Botsing             | 6           |        |
| NF      | 8      | Niki Lauda         | McLaren-Ford   | 56     | Motor               | 12          |        |
| NF      | 1      | Nelson Piquet      | Brabham-BMW    | 49     | Turbo               | 13          |        |
| NF      | 7      | John Watson        | McLaren-Ford   | 35     | Elektrisch probleem | 10          |        |
| NF      | 9      | Manfred Winkelhock | ATS-Ford       | 31     | Differentieel       | 14          |        |
| NF      | 26     | Jacques Laffite    | Ligier-Matra   | 29     | Handling            | 18          |        |
| NF      | 25     | Eddie Cheever      | Ligier-Matra   | 27     | Olielek             | 16          |        |
| NF      | 10     | Eliseo Salazar     | ATS-Ford       | 22     | Mechanisch defect   | 20          |        |
| NF      | 16     | René Arnoux        | Renault        | 14     | Spin                | 1           |        |
| NF      | 23     | Bruno Giacomelli   | Alfa Romeo     | 4      | Aandrijving         | 3           |        |
| NQ      | 30     | Mauro Baldi        | Arrows-Ford    |        |                     |             |        |
| NQ      | 33     | Jan Lammers        | Theodore-Ford  |        |                     |             |        |
| NQ      | 17     | Jochen Mass        | March-Ford     |        |                     |             |        |
| NQ      | 35     | Derek Warwick      | Toleman-Hart   |        |                     |             |        |
| NQ      | 31     | Jean-Pierre Jarier | Osella-Ford    |        |                     |             |        |
| NQ      | 14     | Roberto Guerrero   | Ensign-Ford    |        |                     |             |        |
| PQ      | 36     | Teo Fabi           | Toleman-Hart   |        |                     |             |        |
| PQ      | 32     | Riccardo Paletti   | Osella-Ford    |        |                     |             |        |
| PQ      | 18     | Raul Boesel        | March-Ford     |        |                     |             |        |
| PQ      | 20     | Chico Serra        | Fittpaldi-Ford |        |                     |             |        |
| PQ      | 19     | Emilio de Villota  | March-Ford     |        |                     |             |        |

## Statistieken
| Pole-position | René Arnoux      | Renault      | 1:23.281 |
| Snelste ronde | Riccardo Patrese | Brabham-Ford | 1:26.354 |

## Noot
- Eerste snelste ronde en eerste Grand Prix-winst voor Riccardo Patrese.
- Eerste podiumplaats voor Andrea de Cesaris.

1929 · 1930 · 1931 · 1932 · 1933 · 1934 · 1935 · 1936 · 1937 · 1948 · 1950 · 1955 · 1956 · 1957 · 1958 · 1959 · 1960 · 1961 · 1962 · 1963 · 1964 · 1965 · 1966 · 1967 · 1968 · 1969 · 1970 · 1971 · 1972 · 1973 · 1974 · 1975 · 1976 · 1977 · 1978 · 1979 · 1980 · 1981 · 1982 · 1983 · 1984 · 1985 · 1986 · 1987 · 1988 · 1989 · 1990 · 1991 · 1992 · 1993 · 1994 · 1995 · 1996 · 1997 · 1998 · 1999 · 2000 · 2001 · 2002 · 2003 · 2004 · 2005 · 2006 · 2007 · 2008 · 2009 · 2010 · 2011 · 2012 · 2013 · 2014 · 2015 · 2016 · 2017 · 2018 · 2019 · 2020 · 2021 · 2022 · 2023 · 2024 · 2025